# Juan Fernández (pintor)

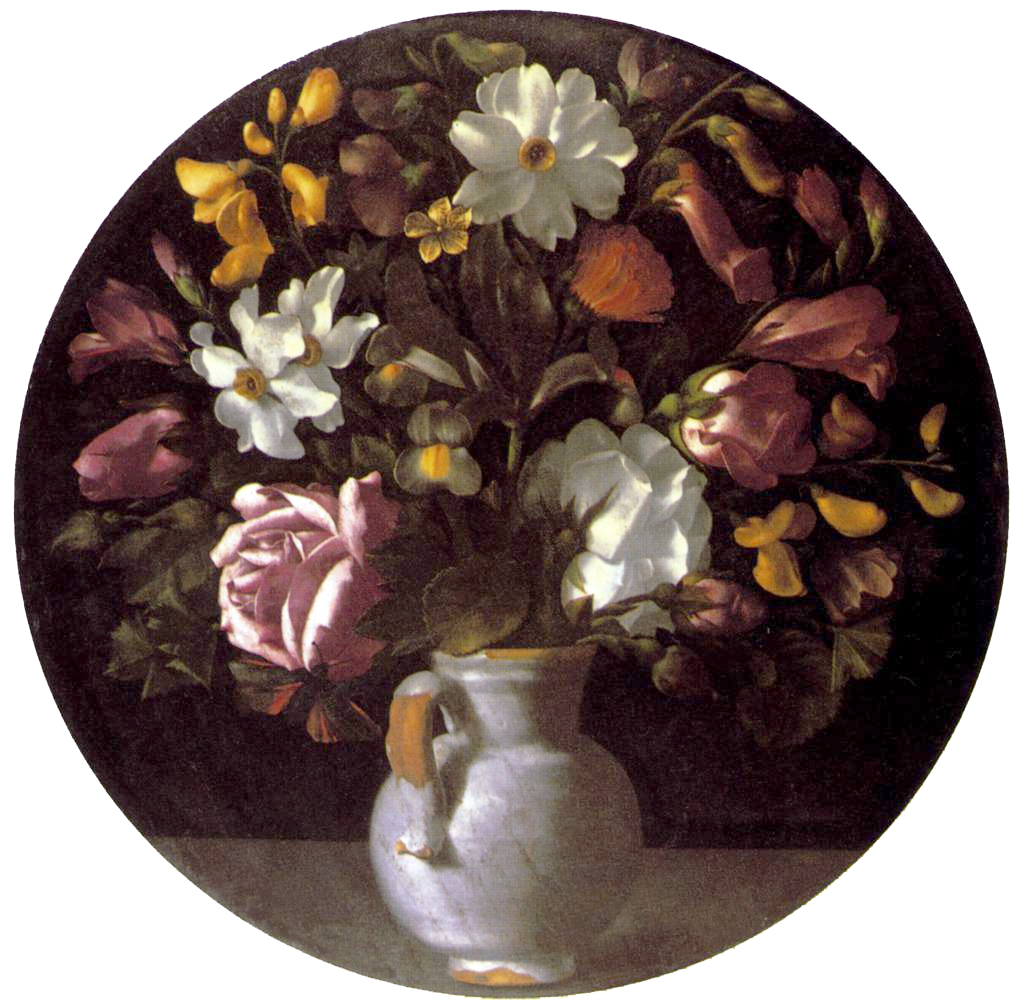
Gerro de flors, 1636, oli sobre taula, 41 cm de diàmetre, col·lecció particular

Juan Fernández, anomenat el Labrador, va ser un pintor barroc espanyol actiu entre 1629 i 1636, especialitzat en la pintura de natures mortes.

## Una vida sense biografia
Juan Fernández és un pintor enigmàtic, de qui únicament se sap que vivia allunyat de la cort dedicat a pintar flors i fruites, principalment raïm segons el que recullen els inventaris de pintures de l'època, tasca amb la qual va aconseguir reputació internacional. Antonio Palomino, a qui va arribar aquesta fama però que res sabia de la seva vida, va dedicar-li unes línies a «Juan Labrador, pintor Insigne», suposant que era deixeble de Luis de Morales i que havia mort a Madrid, de molta edat, cap a 1600. Va ser també Palomino qui va imaginar que era deixeble de Morales, i, sense cap raó, que seria extremeny. Per fixar el seu lloc de residència, i potser de naixement, l'única dada de què es disposa era una entrada en l'inventari de la col·lecció del I marquès de Leganés, realitzat el 1655, on s'hi cita una pintura d'una «porcellana de raïms, dos gerros, unes castanyes i glans», amb atribució al «pagès de les Nabas», dada repetida poc després (1660) en l'inventari dels béns de Ramiro de Quiñones, propietari de tres quadres del «Pagès de les navas», adquirits per un conegut mercader d'art, Francisco Berges. Això ha fet pensar que potser fos natural de Las Navas del Marqués (Àvila), encara que en realitat Navas és un topònim que fa referència a una localitat situada en una zona plana i sense arbres, molt comuna en ambdues Castelles, de manera que ni tan sols és possible d'identificar el seu lloc d'origen amb certesa.
Sir Arthur Hompton, secretari de sir Francis Cottington, diplomàtic anglès a la cort de Madrid, posa de manifest en la seva correspondència (1629-1635) l'interès propi i del seu senyor per adquirir obres del pintor, tasca no exempta de dificultat, deia, ja que «mai ve aquí [Madrid] sinó per Setmana Santa». Aquest voluntari «apartament», que ha donat lloc a alguna literatura en relació amb el «menyspreu de cort», s'explicaria més fàcilment si, com sembla probable, l'apel·latiu de «pagès» no fos simplement un pseudònim sinó el reconeixement d'un ofici que mai abandonaria. Hopton manifestava també al febrer de 1635 que l'havia animat en alguna ocasió a pintar flors, «les quals encara no he vist. Si resulten tan bones com les seves fruites, n'enviaré algunes a sa senyoria». Per la seva intermediació, almenys dues obres del pintor van arribar a Carles I d'Anglaterra, una de les quals, Natura morta amb raïm, codonys i fruita seca, pertany encara a la col·lecció reial britànica, on ja el 1639 apareixia inventariada. Aquest oli, juntament amb un Gerro en col·lecció particular signat com a «el labrador Ju° fernandez 1636», són les úniques obres que poden considerar-se segures de la seva mà, a partir de les quals ha estat possible establir-ne un estil i atribuir-li noves obres.
Pintor de tradició caravaggista, el Labrador situa els seus objectes sobre fons negres i utilitza la llum dirigida per conferir volum a aquests objectes, descrits després d'una pacient observació de forma plenament individual i amb un detall gairebé flamenc, subratllant el seu aspecte humil.
L'orientació caravaggista de la seva pintura podria ser deguda a la influència de Giovanni Battista Crescenzi, marquès de la Torre, establert a Madrid el 1617, protector d'artistes i fixador del gust en la cort de Felip IV, a més de pintor ell mateix d'alguns bodegons. Devia ser Crescenzi, a més, qui va despertar l'interès dels cercles cortesans per Fernández, de qui va oferir quatre pieças de Uvas en venda a sir Francis Cottington, ambaixador d'Anglaterra a Madrid entre 1629 i 1631.
La seva projecció internacional es completaria amb l'arribada d'algun dels seus quadres a la cort francesa amb Anna d'Espanya, germana de Felip IV i muller de Lluís XIII de França.

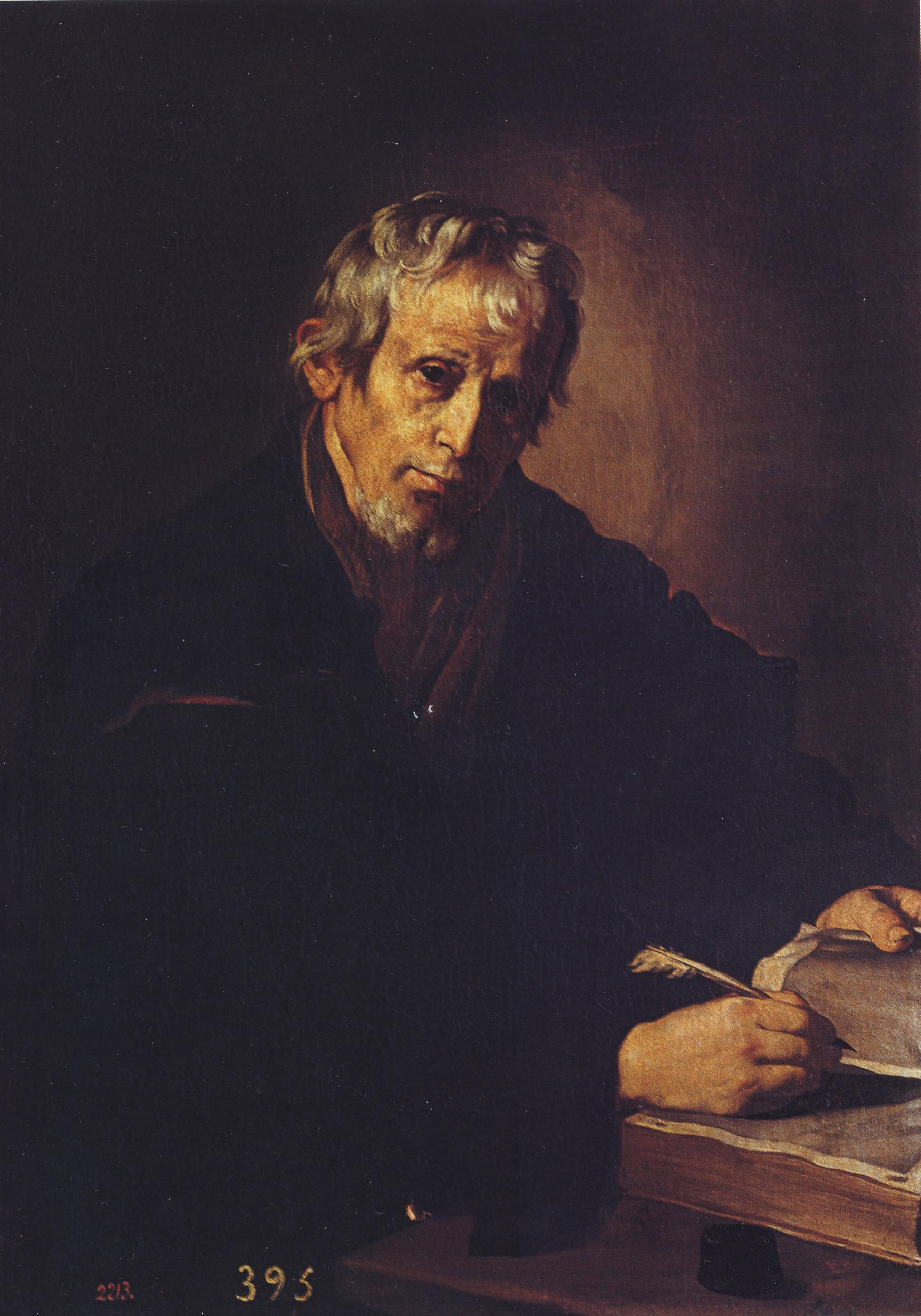
Filòsof escrivint, atribuït a Juan Fernández en l'inventari de 1747 del palau Reial de Madrid. Universitat de Sevilla, dipòsit del Museu del Prado

Tot i que són els petits llenços amb raïm el que més es repeteixen en els inventaris amb atribució al Labrador, no falten les mencions a altres fruites i flors, i fins i tot a un paisatge («Payssico de tres cuartas de Alto y media Bara de ancho de unos racimos de Ubas y unos Albaricoques (...) del Labrador») en la col·lecció de Francisco González Cossío, cavaller de Santiago, segons l'inventari que se'n va fer el 1671, cosa que sembla indicar, malgrat la gairebé total absència de referències espacials en les seves obres conegudes, que en la seva activitat pictòrica no es va limitar als bodegons. En aquest sentit, cal recordar que en l'inventari del palau Nou, fet a la mort de Felip V, el 1747, s'esmenta també un Retrat de filòsof amb atribució al Labrador, que és sens dubte el filòsof escrivint, procedent de la col·lecció reial, dipositat pel Museu del Prado a la Universitat de Sevilla i atribuït en alguna ocasió a Josep de Ribera.

## Altres obres
Entre els olis que se li atribueixen, es poden destacar dues parelles de gotims de raïm del Museu Cerralbo de Madrid, en què sembla voler posar de manifest el parangó amb Zeuxis, que segons el tòpic va enganyar la natura amb l'art, i un Gerro, abans atribuït a Zurbarán, al Museu del Prado, al qual el 2006 s'hi agregaren quatre bodegons amb el mateix tema dels gotims de raïms penjats procedents de la col·lecció Naseiro.
Un altre dels bodegons que arribaren ràpidament a Anglaterra amb destinació a la col·lecció de Carles I s'ha identificat en data recent amb un petit tondo en fusta, en el qual apareixen representats un gotim de raïms i una gerra de ceràmica, incrustat en un secreter del segle xvii, probablement holandès, adornat amb petits coures pintats per Cornelis van Poelenburgh sobre composicions d'Adam Elsheimer, en propietat del vescomte de L'Isle en Penshurst Place (Kent, Regne Unit).